# Ognik szkarłatny

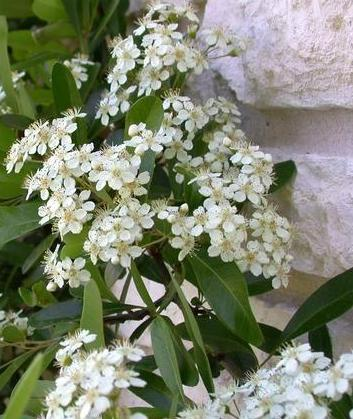
Kwitnące pędy

Ognik szkarłatny (Pyracantha coccinea M.Roem) – gatunek krzewu należący do rodziny różowatych. Rodzime obszary jego występowania to południowa i środkowa Europa oraz Azja Zachodnia i Kaukaz. W środkowej Europie znany już od XVII wieku jako krzew ozdobny i parkowy. Jest uprawiany w wielu rejonach świata, również w Polsce.

## Morfologia
PokrójKrzew o zwieszających się gałęziach. Osiąga szerokość do 1,8 m i wysokość 1–3 m, w dobrych warunkach nawet do 4,5 m.
LiścieZimozielone, lancetowate, na brzegu piłkowane. Skórzaste i błyszczące, długości 2–4 cm, na krótkich ogonkach. Na obszarach o cieplejszym klimacie liście są zimozielone, w Polsce jednak przy pierwszym silniejszym mrozie brunatnieją
KwiatyBiałe, drobne, zebrane w podbaldachy, obficie odwiedzane przez pszczoły. Kwitnie w maju i czerwcu.
OwoceKuliste, barwy od żółtej po czerwoną. Długo utrzymują się na krzewie. Są niesmaczne i lekko trujące.

## Zastosowanie
Roślina uprawiana jako ozdobna, głównie ze względu na barwne i długo utrzymujące się na krzewie owoce (od sierpnia do grudnia, czasami nawet dłużej). Kwiaty są mało ozdobne. Doskonale sprawdza się w miastach. Szczególnie efektownie wygląda rosnąca w długich szpalerach, nadaje się również na nieformowane żywopłoty. Jest wytrzymała na upały, suszę, a także na spaliny. Strefy mrozoodporności 5–9. Wymaga stanowisk słonecznych i osłoniętych od wiatru. Wskazane jest podlewanie w czasie dłuższej suszy, a także przed zimą (by roślina mogła zgromadzić zapas wody dla późno obumierających liści). Aby zachowała zwarty pokrój, można ją przycinać. Jest podatna na zarazę ogniową i parcha jabłoni.

## Odmiany (wybór)[6][4]
- `Golden Charmer` – wolno rosnąca, o żółtych owocach
- `Fructo Luteo` – o jaskrawożółtych, a po dojrzeniu jasnożółtych owocach
- `Kasan` – o pomarańczowoczerwonych owocach
- `Lalandei` – odmiana wyhodowana we Francji w latach 70. Rośnie szybko, ma wzniesione pędy i jaskrawopomarańczowe owoce
- `Orange Glow` – szybko rosnąca, o pomarańczowych owocach
- `Red Column – ma kolumnowy pokrój i jasnoczerwone owoce
- `Soleil d`Or – o jasnozielonych liściach i dużych, złocistożółtych owocach. Rozrasta się szeroko. Jest dość wrażliwa na mróz.